# Ѡ
Cette page contient des caractères spéciaux ou non latins. S’ils s’affichent mal (▯, ?, etc.), consultez la page d’aide Unicode.
Ne doit pas être confondu avec la lettre cyrillique oméga long ‹ Ꙍ, ꙍ ›, la lettre grecque oméga ‹ Ω, ω › ou la lettre latine oméga ‹ Ꞷ, ꞷ ›.
La lettre Ѡ (en minuscule ѡ), appelée oméga, est une ancienne lettre de l'alphabet cyrillique. Sa forme et son nom sont hérités de la lettre grecque oméga ‹ ω ›.

## Utilisation

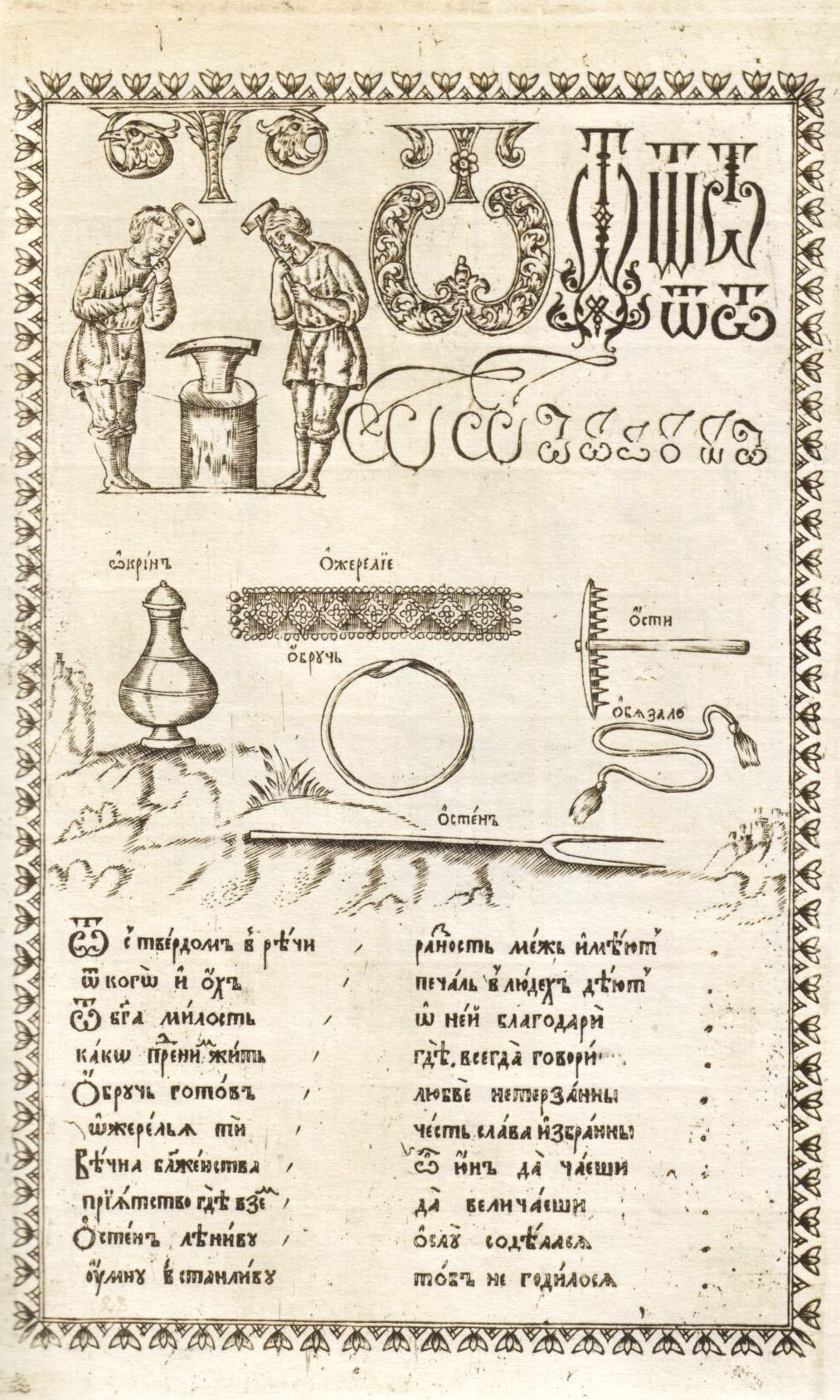
Oméga dans l’abécédaire de Karion Istomine de 1694.

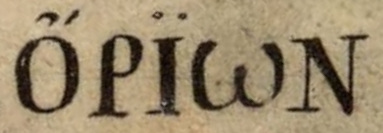
Le nom ‹ О҆́рїѡн › sur la carte des astres de Jan Thesing de 1699.

Les lettres o et oméga cyrilliques sont empruntées à l’alphabet grec, mais slavon d’église n’a qu’un voyelle /o/ principalement représentée par lettre o. Dans le style onciale utilisé dans les manuscrits slavons les plus anciens, l’oméga ѡ est principalement utilisé comme symbole pour représenter le nombre 800 mais aussi dans certains mots empruntés au grec. Ensuite, dans le style semionciale, oméga est utilisé plus fréquemment dans les manuscrits, apparemment à des fins décoratives. Dans ce style les lettres oméga allongé Ꙍ et oméga rond Ѻ sont aussi utilisées, parfois pour indiquer l’intonation, mais plus souvent de manière plus ou moins arbitraire.
La lettre est à la base de la ligature Ѿ et est aussi diacritées : Ѡ҃ (minuscule ѡ҃), omega avec titlo. Elle n’est pas à confondre avec l’omega alongé Ꙍ (minuscule ꙍ) et Ѽ (minuscule ѽ), appelée en russe « omega avec grande apostrophe ».

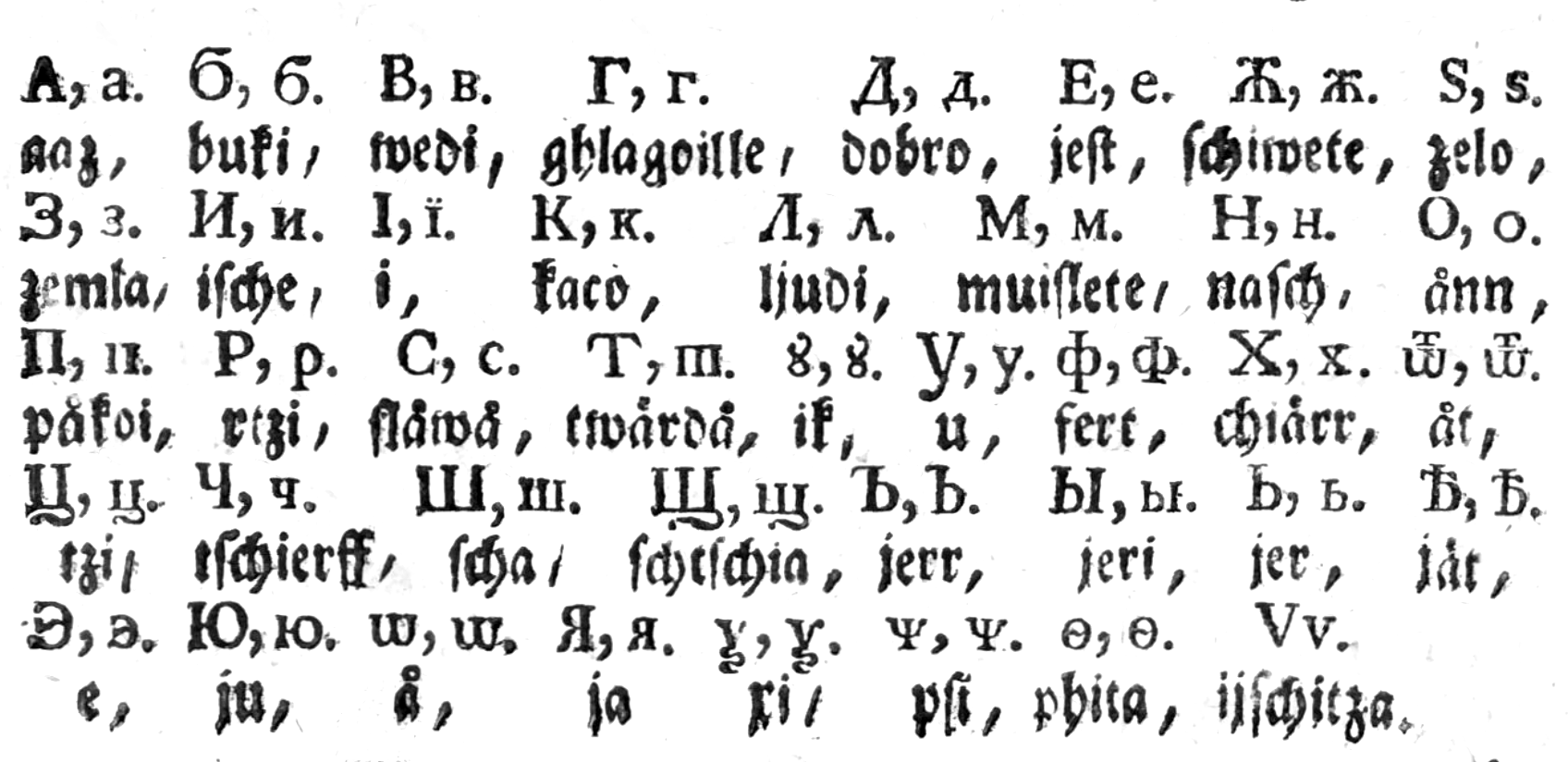
Alphabet russe dans la grammaire russe de Michael Groening de 1750.

Andreas Sjögren utilise l’oméga dans l’alphabet cyrillique ossète dans sa grammaire publiée en 1844.

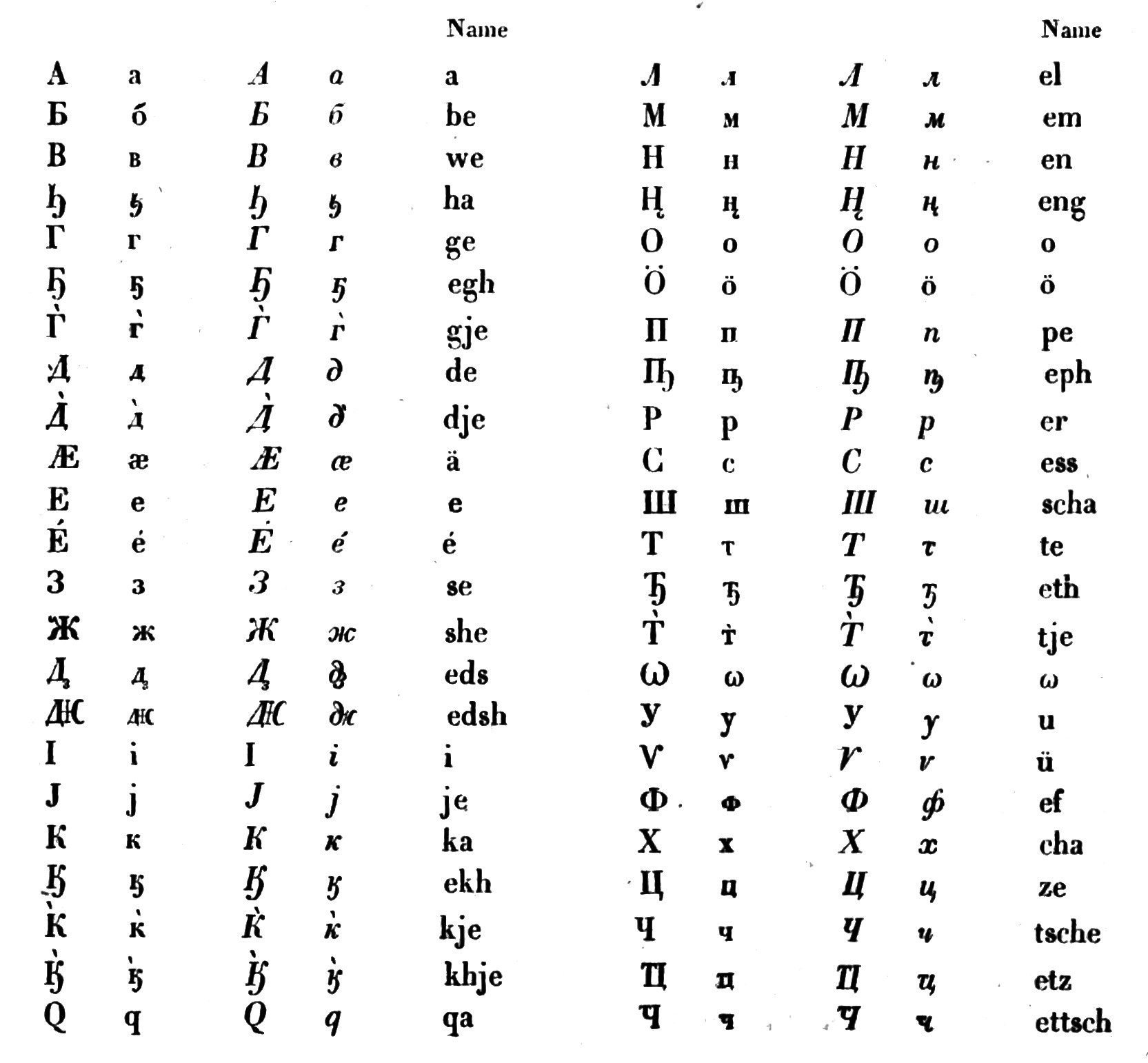
Alphabet ossète de Sjögren 1844.

En 1967, S. S. Vysotskii et ensuite d’autres auteurs utilisent l’oméga comme symbole phonétique au lieu du o circonflexe ‹ о̂ › utilisé par d’autres auteurs.

## Représentations informatiques
L’oméga cyrillique peut être représentée avec les caractères Unicode suivants :
| formes    | représentations | chaînes de caractères | points de code | descriptions                      |
| --------- | --------------- | --------------------- | -------------- | --------------------------------- |
| capitale  | Ѡ               | Ѡ                     | U+0460         | lettre majuscule cyrillique oméga |
| minuscule | ѡ               | ѡ                     | U+0461         | lettre minuscule cyrillique oméga |